# Słupek nadwozia

Diagram pięciodrzwiowego samochodu hatchback oraz kombi z opisanymi słupkami

Słupek nadwozia, słupek dachowy – element nadwozia pojazdu podtrzymujący dach. 
Słupki te oznaczane są zwykle literami alfabetu:
- słupek A znajduje się między przednią szybą a przednimi drzwiami
- każdy kolejny słupek oznaczony jest kolejną literą.